# 璀璨情诗
是一部2009年珍·康萍编剧并执导的澳洲与英国合拍的浪漫剧情片，讲述19世纪英国浪漫主义诗人约翰·济慈最后三年的人生，以及他与方妮·布朗之间的浪漫悲剧爱情故事。英国男星本·威士肖和澳洲女星艾比·柯尼施担任主演。影片入围坎城影展主竞赛单元，于2009年5月15日首映。

## 历史背景
1818年夏天，济慈前往英格兰北部和苏格兰旅行，途中得到消息说他的兄弟汤姆得了严重的肺结核，济慈即刻赶回家照顾汤姆。这一年年底，汤姆死了，济慈搬到一个朋友在汉普斯泰德（Hampstead）的房子去住（现在人们已将那所房子认为“济慈之家”）。在那里，济慈遇见并爱上了一位年轻的女邻居，方妮·布朗（Fanny Brawne）。
在接下来的几年中，疾病与经济上的问题一直困扰着济慈，但他却令人惊讶的写出了大量的优秀作品，其中包括《圣艾格尼丝之夜》、《夜莺颂》和《致秋天》等名作。1820年3月，济慈第一次咳血，之后不久病情恶化，方妮以及济慈的友人于是筹款让他去阳光充沛、气候温暖的意大利疗养。1821年2月23日，济慈最终因肺结核病逝于意大利罗马。

## 角色
- 本·威士肖 - 约翰·济慈，他是第二代浪漫主义运动的主要诗人，尽管他的创作生涯只有四年，在世时也没有获得广泛承认，不过他对后来的许多诗人都有深刻的影响。
- 艾比·柯尼施 - 芬妮·布朗
- 保羅·薛納德（英语：Paul Schneider） - 查爾斯·阿米塔格·布朗，济慈的好友
- 克丽·福克斯 - 芬妮的母亲，寡妇
- 托马斯·桑斯特 - 塞缪尔·布朗，芬妮的弟弟
- 安東尼婭·坎貝爾-休斯（英语：Antonia Campbell-Hughes） - 阿比盖尔·奥多纳休·布朗，仆人，查爾斯·布朗的情人
- 克勞德·布拉克利（英语：Claudie Blakley） - 迪尔克夫人
- 傑拉德·蒙納哥（英语：Gerard Monaco） - 查尔斯·迪尔克（英语：Charles Dilke）
- 奧利·亞歷山大 - 汤姆·济慈，济慈的弟弟
- 萨缪尔·罗金 - 約翰·漢密爾頓·雷諾茲（英语：John Hamilton Reynolds）
- 喬納森·阿里斯（英语：Jonathan Aris） - 利·亨特（英语：James Henry Leigh Hunt）
- 山繆·巴奈特（英语：Samuel Barnett） - 約瑟夫·塞文（英语：Joseph Severn）

## 票房
澳洲收获311万美元，全球累计1435万美元。

## 奖项

### 获奖
- 英国独立电影奖最佳技术成就 (摄影)
- Heartland影展真实感动之声奖
- 国家影评人协会最佳男配角

### 提名
- 第82届奥斯卡金像奖最佳服装设计
- 英国电影学院奖最佳服装设计
- 英国独立电影奖最佳导演、最佳女主角、最佳女配角
- 坎城影展金棕榈奖
- 凯撒奖最佳外语片
- 芝加哥影评人协会奖最佳女主角、最佳摄影
- Chlotrudis Awards最佳女主角
- Critics Choice Award最佳服装设计
- 伦敦影评人协会年度英国电影、年度女主角
- 卫星奖最佳剧情片、最佳导演、最佳女主角、最佳原创剧本

## 原声带
2009年9月15日Lakeshore Records在iTunes和Amazon Digital上发行电影原声带，10月13日在其商店开售。Mark Bradshaw负责配乐，配以 Cornish 与 Whishaw的对话。

### 曲目
1. "Negative Capability" – 3:55
2. "La Belle Dame Sans Merci" – 2:28
3. "Return" – 0:58
4. "Human Orchestra" – 1:48
5. "Convulsion" – 0:52
6. "Bright star, would I were steadfast as thou art" – 1:49
7. "Letters" – 3:49
8. "Yearning" – 2:24
9. "Ode to a Nightingale" – 5:24

## 情书与诗歌
2009年，汇集济慈所写情书与诗歌的精选集 Bright Star: Love Letters and Poems of John Keats to Fanny Brawne 由Penguin出版发行。该书由144页，导演Campion为之作序，内容有:

### John Keats向Fanny Brawne写的信
- I-IX: Shanklin, Winchester, Westminister
- X-XXXII: Wentworth Place
- XXXIII-XXXVII: Kentish Town – Preparing For Italy

### 诗
- 'Bright star! would I were steadfast as thou art'
- The Eve of St Agnes
- A Dream, after reading Dante's Episode of Paola and Francesca
- La Belle Dame sans Merci. A Ballad
- Ode to Psyche
- Ode on Melancholy
- Ode on Indolence
- Lamia
- 'The day is gone, and all its sweets are gone!'
- What can I do to drive away
- 'I cry your mercy, pity, love – ay, love!'
- To Fanny
- 'This living hand, now warm and capable'

### Illustrations
- Sketch of John Keats sleeping (28 January 1821) by Joseph Severn
- Silhouette of Fanny Brawne, after Augustin Edouart
- Facsimiles of Keats's handwriting, from his letters to Brawne